# Grand Orient du Royaume de Pologne et du Grand Duché de Lithuanie
Der Dachverband der polnischen Freimaurerlogen Grand Orient du Royaume de Pologne et du Grand Duché de Lithuanie (auch: Wielki Wschód Królestwa Polskiego i Wielkiego Księstwa Litewskiego) wurde 1784 in Warschau, Polen-Litauen gegründet; ab 1812 führte er den Namen Wielki Wschód Narodowy Polski. 
Die Freimaurerlogen wählten jährlich ein Kapitel und einen Großmeister. Mit dem Verbot der Freimaurerlogen durch den Zaren in Kongresspolen wurde auch der Zusammenschluss 1821 aufgelöst. Der Großorient von Polen versteht sich als seine Nachfolgeorganisation.

## Großmeister
- Ignacy Potocki (1781–1784)
- Andrzej Mokronowski (1784)
- Stanisław Szczęsny Potocki (1785–1789)
- Kazimierz Nestor Sapieha (1789–1794)
- Ludwik Szymon Gutakowski (1810–1811)
- Stanisław Kostka Potocki (1812–1821)
- Aleksander Rożniecki